# Otto Wallach
Otto Wallach (n. 27 martie 1847, Königsberg, Prusia – d. 26 februarie 1931, Göttingen, Republica de la Weimar) a fost un chimist german, laureat al Premiului Nobel pentru chimie (1910).